# Скаговка
Скаговка — река в России, протекает по территории Западнодвинского района Тверской области. Длина реки составляет 5,8 км.
В бассейне реки расположено озеро Задемьянье.

## Течение
Протекает по территории Староторопского сельского поселения и пгт Старая Торопа.
Берёт начало к югу от железной дороги Москва — Рига на высоте приблизительно 202 метра над уровнем моря. Течёт в северо-восточном направлении, впадает в Торопу справа.

## Мосты
Через реку построены следующие мосты:
- Мост на улице Молодёжной в Старой Торопе
- Мост на улице Спортивной в Старой Торопе
- Мост на автодороге Торопец — Старая Торопа

## Притоки
Слева в Скаговку впадает маленький безымянный ручей.

## Населённые пункты
Река протекает через часть посёлка городского типа Старая Торопа (ул. Клубная, Спортивная, Молодёжная).